# Geheimer Diebstahl

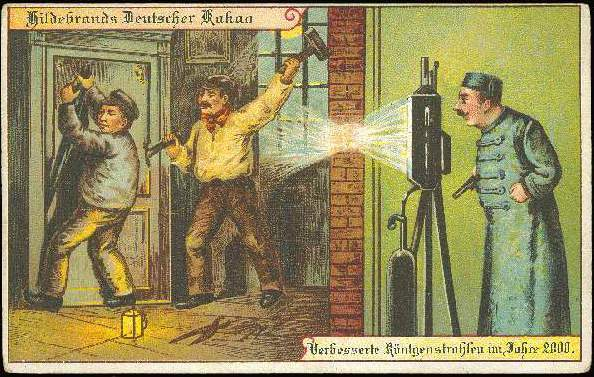
Einbruchsdiebstahl, Illustration von 1900

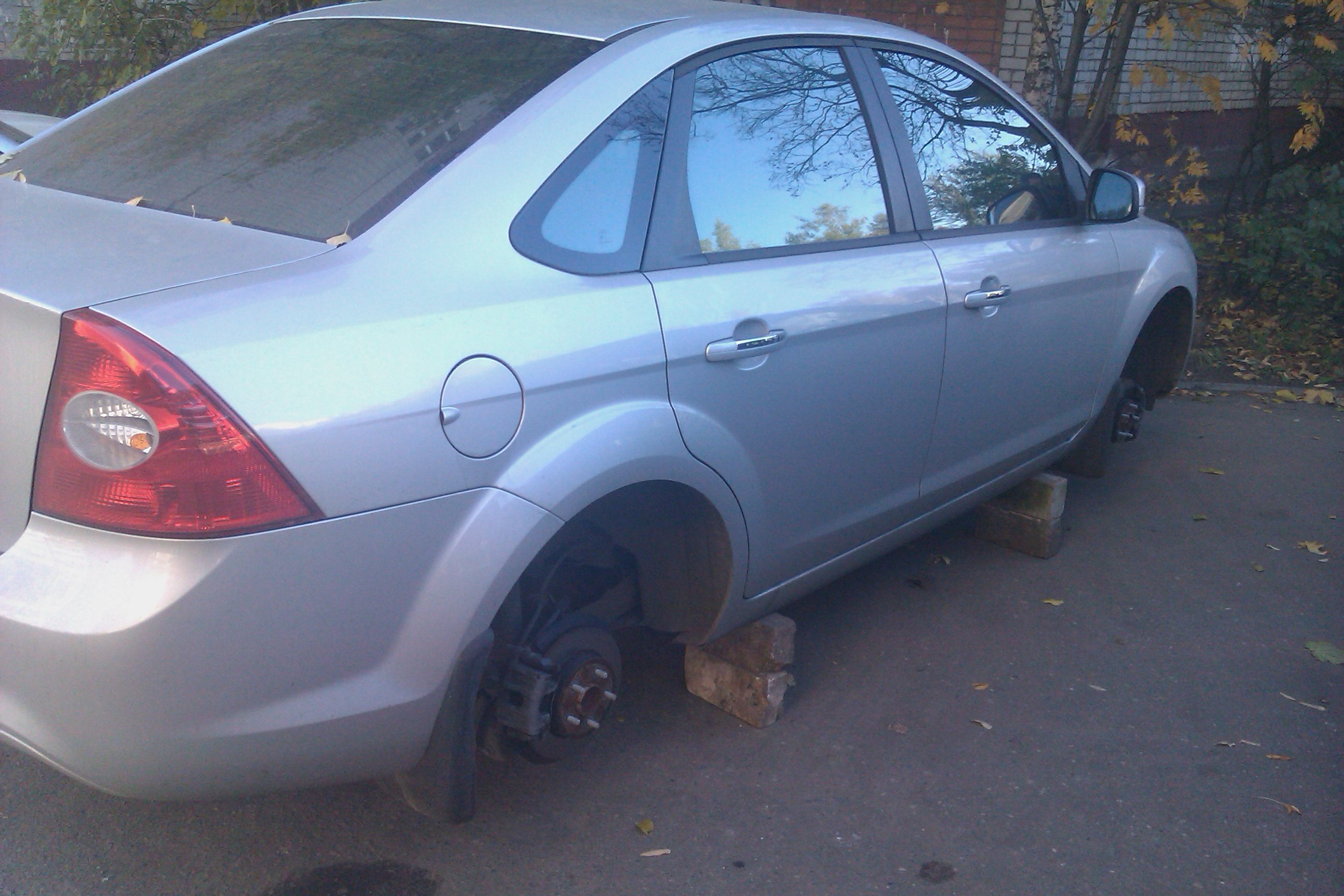
Pkw, dessen Räder (vermutlich heimlich) abmontiert worden sind

Geheimer Diebstahl (russisch Кража Krascha) ist ein Vermögensdelikt nach dem Recht der Russischen Föderation. Der Tatbestand des geheimen Diebstahls ist in § 158 StGB der Russischen Föderation normiert. Dieser umfasst den Eingriff in alle Eigentumsformen. Dabei steht die bewegliche Sache im Eigentum eines anderen, ist also fremd gegenüber dem, der den geheimen Diebstahl begeht.
Geheimer Diebstahl ist von den anderen Vermögensdelikten des russischen Rechts in Form der Wegnahme fremder beweglicher Sachen, offenem Diebstahl, Raub, Betrug sowie Unterschlagung, zu unterscheiden. Diebstahl gilt als geheim, wenn:
- der Besitzer des Eigentums und dritte Personen keine Kenntnis von der Wegnahme hatten; auch wenn der Besitzer keine Kenntnis hatte, dass sein Eigentum rechtswidrig zugeeignet wurde (z. B. Wegnahme des Überschusses an Waren, die im Zuge der Inventarisierung noch nicht festgestellt wurden),
- die Wegnahme allenfalls unter Anwesenheit von Personen erfolgte, von denen der Täter keinen Widerstand erwartete (dessen Angehörige oder Bekannte),
- sich bei der Entwendung Anwesende der Rechtswidrigkeit des ausgeführten Handelns bewusst waren (z. B. bei der Wegnahme eines Gemäldes aus einem Museum unter Anwesenheit der Besucher angeblich zu Restaurierungszwecken).

Gemäß dem Prinzip der subjektiven Schuldzurechnung wird die Wegnahme als geheimer Diebstahl qualifiziert, wenn der Täter der Auffassung war, heimlich gehandelt zu haben, auch wenn seine Handlungen objektiv nicht geheim geblieben sind.
- Das Objekt ist die Beziehung zur konkreten Eigentumsform, der bestimmten Zugehörigkeit des weggenommenen Eigentums (Gegenstand des offenen Diebstahls).
- Der objektive Tatbestand wird durch den geheimen Charakter des Wegnahme charakterisiert (geheime gewaltlose Wegnahme einer fremden beweglichen Sache).
- Der subjektive Tatbestand verlangt Schuld in Form eines direkten Vorsatzes. Für ihn ist ein eigennütziges Motiv kennzeichnend. Der Täter muss das Ziel verfolgen, eine fremde bewegliche Sache zuzueignen.

Geheimer Diebstahl gilt als ein vollendetes Verbrechen ab dem Zeitpunkt, zu dem der Schuldige eine fremde bewegliche Sache weggenommen und eine reale Möglichkeit erhalten hat, nach Belieben darüber zu verfügen, unabhängig davon, ob er diese Möglichkeit wahrnehmen konnte oder nicht.